# 福鼎蝾螈
福鼎蝾螈（学名：Cynops fudingensis），一种于中华人民共和国福建省福鼎市太姥山地区发现的两栖动物，隶属于蝾螈科蝾螈属。

## 形态特征
黄斑肥螈雄螈全长71.8～76.9毫米，雌螈全长79.7～94.9毫米。头部卵圆形，头长大于头宽。身体背面浅褐色至深褐色；咽喉和体腹面橘红色或橘黄色，少数个体在腹侧有小黑点；肩部和腋部各有1个黑点，两侧的黑点不相连接；尾两侧有不规则的黑点；肛部和尾下缘橘红色，有的个体肛孔后缘为黑色。背面，侧面，四肢和尾部皮肤粗糙，细小的痣粒覆盖头；腹部和及四肢底部较为光滑。